# Storla
Storla é uma Região censo-designada localizada no estado norte-americano de Dakota do Sul, no Condado de Aurora.

## Demografia
Segundo o censo norte-americano de 2000, a sua população era de 15 habitantes.

## Geografia
De acordo com o United States Census Bureau tem uma área de
0,1 km², dos quais 0,1 km² cobertos por terra e 0,0 km² cobertos por água. Storla localiza-se a aproximadamente 416 m acima do nível do mar.

## Localidades na vizinhança
O diagrama seguinte representa as localidades num raio de 24 km ao redor de Storla.